# Horseele
Horseele is de naam van een restaurant met een Michelinster in de Belgische stad Gent. Het restaurant draagt de naam van chef-kok Danny Horseele.

## Geschiedenis
Horseele leerde het vak bij de Franse driesterrenchefs Georges Blanc en Marc Meneau, daarna bij de Belg Eddy Van Maele, totdat hij in 1977 zijn eigen restaurant 't Molentje in Zeebrugge opende. Daar kreeg hij in 1990 zijn eerste Michelinster, en in 2000 de tweede. Voor de GaultMillaugids van 2008 werd hij in november 2007 uitgeroepen tot Chef van het Jaar 2008. In datzelfde jaar ging zijn restaurant in Zeebrugge failliet.
Hij startte vrijwel onmiddellijk een nieuw restaurant, in Dudzele/Lissewege: Danny Horseele; het was gevestigd in de verbouwde boerderij De Herdershoeve die dateert uit 1477. In Dudzele kreeg hij in de Michelingids voor 2009 onmiddellijk weer twee sterren; in de GaultMillaugids was de waardering opnieuw 18 op 20. In de zomer 2013 moest hij zijn deuren sluiten.
Op augustus 2013 opende Danny Horseele het restaurant Horseele in de Ghelamco Arena, het nieuwe stadion van KAA Gent. Meteen in 2013 kreeg het in de GaultMillaugids 2013 een waardering van 16 op 20. Op 18 november 2013 werd bekend dat Michelin het in de gids voor 2014 waardeerde met een Michelinster.